# David Firnenburg
David Firnenburg (* 28. května 1995) je německý reprezentant ve sportovním lezení, mistr Německa a juniorský mistr Evropy v boulderingu.
Sportovnímu lezení se věnuje také jeho bratr Ruben Firnenburg.

## Výkony a ocenění
- 2014: juniorský mistr Evropy
- 2016,2017: finále závodu světového poháru
- 2017,2018: mistr Německa

### Závodní výsledky
| Mistrovství světa | Mistrovství světa | Mistrovství světa |
| Rok               | 2014              | 2016              |
| ----------------- | ----------------- | ----------------- |
| Obtížnost         | —                 | 17-18             |
| Rychlost          | —                 | 44                |
| Bouldering        | 55-56             | 49-50             |

| Světový pohár | Světový pohár | Světový pohár | Světový pohár | Světový pohár | Světový pohár | Světový pohár     | Světový pohár |
| Rok           | 2011          | 2012          | 2013          | 2015          | 2016          | 2017              | 2018          |
| ------------- | ------------- | ------------- | ------------- | ------------- | ------------- | ----------------- | ------------- |
| Obtížnost     | 71-72         | 0             | 0             | —             | 47            | 47                | 43            |
| jednotlivě*   | ,46,22,50,    | ,44,41,       | ,39,          | —             | ,30,19,29,    | ,27,35,37,16,26,  | ,17,34,70,    |
| Rychlost      | —             | —             | —             | —             | 0             | 40                | 0             |
| jednotlivě*   | —             | —             | —             | —             | ,32,          | ,14,36,33,        | ,51,49,66,    |
| Bouldering    | —             | —             | 92-95         | 0             | 29            | 11                | 60            |
| jednotlivě*   | —             | —             | ,29,          | ,50,          | ,4,29,        | ,14,13,20,8,10,6, | ,29,31,33,59, |
| Kombinace     | —             | —             | —             | —             | 9             | 21                | —             |

* poznámka: nalevo jsou poslední závody v roce
| Mistrovství Evropy | Mistrovství Evropy | Mistrovství Evropy |
| Rok                | 2015               | 2017               |
| ------------------ | ------------------ | ------------------ |
| Obtížnost          | —                  | 32                 |
| Rychlost           | —                  | 27                 |
| Bouldering         | 40                 | 11                 |

| Mistrovství Německa | Mistrovství Německa | Mistrovství Německa | Mistrovství Německa | Mistrovství Německa |
| Rok                 | 2011                | 2014                | 2017                | 2018                |
| ------------------- | ------------------- | ------------------- | ------------------- | ------------------- |
| Obtížnost           | 10                  | —                   | 4                   | 1                   |
| Rychlost            | —                   | —                   | 3                   | —                   |
| Bouldering          | —                   | 5                   | 1                   | 4                   |
| Kombinace           | —                   | —                   | —                   | 3                   |

| Mistrovství světa juniorů | Mistrovství světa juniorů | Mistrovství světa juniorů | Mistrovství světa juniorů | Mistrovství světa juniorů |
| Rok                       | 2009 kat. B               | 2010 kat. B               | 2012 kat. A               | 2013 junioři              |
| ------------------------- | ------------------------- | ------------------------- | ------------------------- | ------------------------- |
| Obtížnost                 | 16                        | 3                         | 8                         | 18                        |

| Mistrovství Evropy juniorů | Mistrovství Evropy juniorů | Mistrovství Evropy juniorů | Mistrovství Evropy juniorů |
| Rok                        | 2012 kat. A                | 2013 junioři               | 2014 junioři               |
| -------------------------- | -------------------------- | -------------------------- | -------------------------- |
| Obtížnost                  | 5                          | 9                          | —                          |
| Bouldering                 | —                          | 6                          | 1                          |